# Oligosoma homalonotum
Oligosoma homalonotum é uma espécie de réptil da família Scincidae. Apenas pode ser encontrada na Nova Zelândia.